# 宗萨寺
宗萨寺（藏語：རྫོང་གསར་དགོན།，威利转写：rdzong gsar dgon）是一座藏传佛教寺院，坐落于中华人民共和国四川省甘孜藏族自治州德格县境内，地处更庆镇东南方向，八蚌寺以东。该寺历史上位于藏区的康区，始建于746年，1958年遭毁，1983年重建。  
寺院隶属藏传佛教萨迦派，曾是蒋扬钦哲旺波与蒋扬钦哲确吉罗卓的主座。其显著特点在于秉承利美运动的兼收并蓄精神，对藏传佛教绝大多数教派传统持开放包容态度。

## 历史

### 古寺时期
宗萨寺始建于公元746年，由一位苯教喇嘛创立。该遗址最初仅有一座名为“觉沃拉齐喀齐”（Jowo-Lha-Chig-Kar-Chig）的小型庙宇，其苯教神殿一直存续至1958年。。这座苯教寺院曾先后演变为宁玛派与噶当派道场，后于1275年由返藏途中的八思巴正式创立为萨迦派寺院。

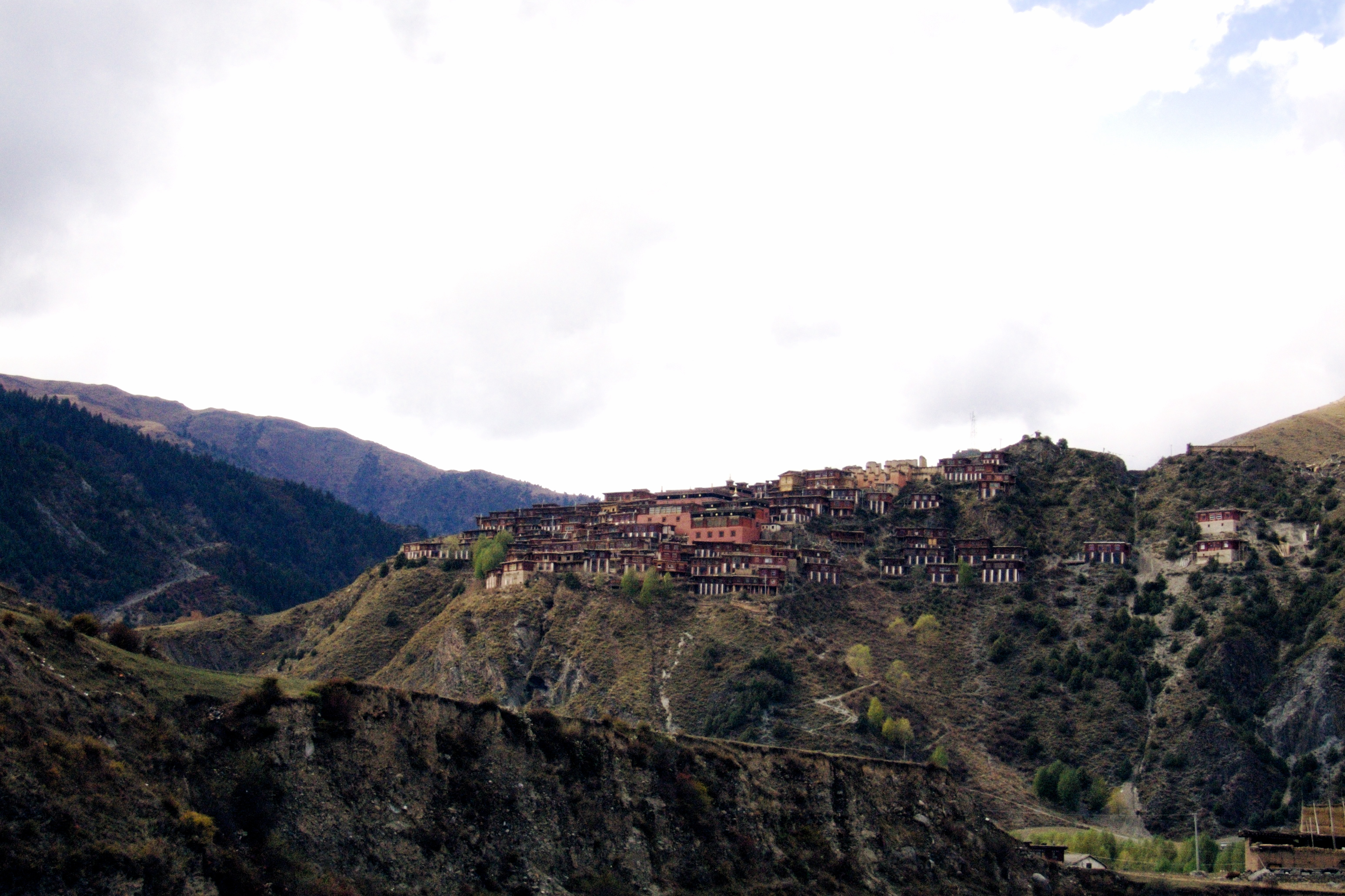
寺院建筑群坐落于山巅

1958年前，宗萨寺常驻僧侣约300至500人，另有大量求法者常年扎营寺周。所有殿堂于1958年被毁，1983年在洛卓彭措博士主持下启动重建。
寺院原拥有大小佛殿二十三座及诸多重要圣殿，辖有康协谢扎、噶莫虎穴闭关中心、噶古菩提山隐修院、扎囊贝玛水晶窟、辛科扎沃光明闭关中心、才扎哲普成就洞、嘉根琼塔护法殿、木农多杰白石崖、扎曲久克观音殿、洪达通通王护法殿等隐修所。寺内珍藏利美运动倡导者蒋贡康楚、秋吉德钦林巴与蒋扬钦哲旺波集成的稀有典籍。虽属萨迦派根本道场，该寺以教法灵活著称，允准僧众研习藏传佛教八大宗派。

### 新寺时期

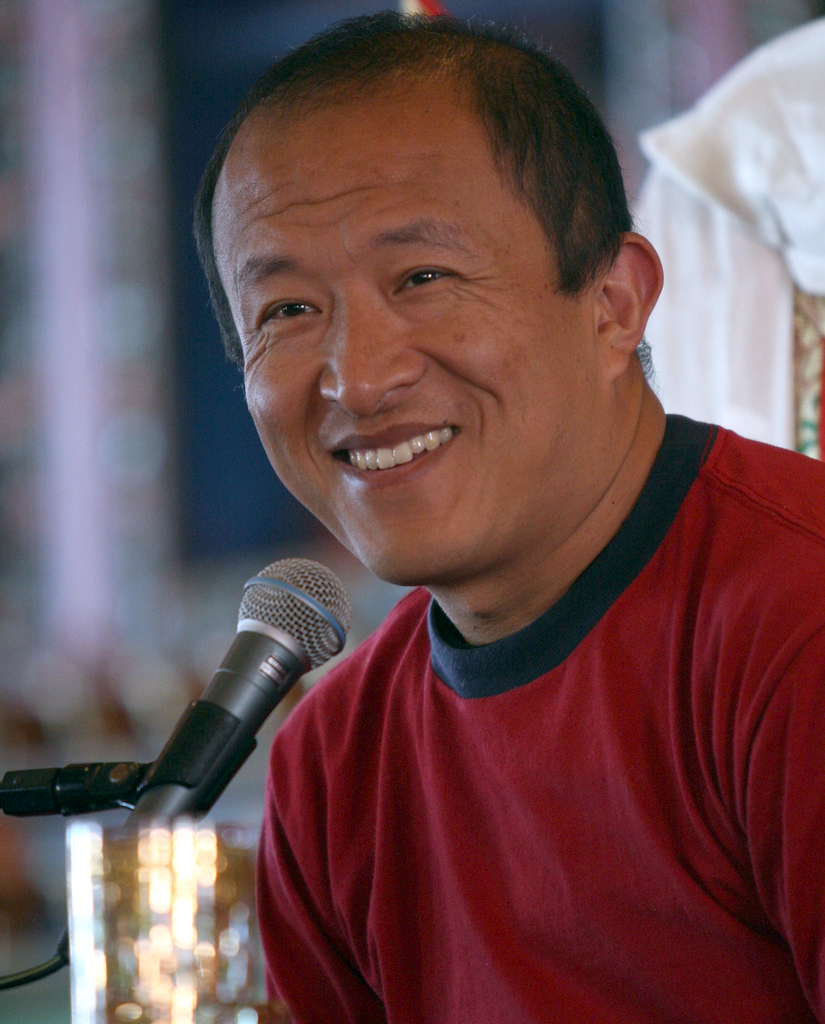
现任寺主宗萨蒋扬钦哲仁波切

1983年寺院建筑群逐步重建，然未复旧观。现存大小佛殿仅六座。但已完成180间僧舍修缮，主殿群占地达48200平方米。现今常驻僧众逾200人。寺院另设藏传文化学校，招收学童约60名。宗萨寺以藏香制作技艺闻名，商品“宗萨藏香粉”与“宗萨藏香条”采用藏东高原珍稀草本原料，据传具舒心宁神之效，并可预防时疫。
现任寺主为不丹籍的宗萨蒋扬钦哲仁波切，出生于不丹，成长于锡金。 